# Épilogue - Le mystère de l'Orplid
Pour les articles homonymes, voir Épilogue (homonymie).
Pour plus de détails, voir Fiche technique et Distribution.
Épilogue - Le mystère de l'Orplid (titre original : Epilog – Das Geheimnis der Orplid) est un film allemand de Helmut Käutner, sorti en 1950.

## Synopsis
Ces derniers temps, plusieurs bateaux ont coulé et des avions se sont écrasés, avec des conséquences politiques.
Le journaliste Peter Zabel a son attention attiré par un petit article du 14 août 1949 relatant le naufrage du yacht de luxe Orplid, où il y avait une fête de mariage d'artistes sur un voyage d'agrément de Hambourg jusqu'en Écosse. Poussé par une curiosité personnelle, il commence une enquête.
Un météorologue lui confirme qu'il y avait du beau temps au cours du voyage. Au chantier naval de l'Orplid à Vegesack, on lui dit que le navire est une commande d'un haut fonctionnaire du NSDAP et qu'après la guerre il était souvent réservé par le gouvernement militaire. Toutefois, le propriétaire du chantier naval lui donne l'adresse du bureau de Heuer, qui est le responsable de l'embarquement de la dernière équipe. Au bureau, il apprend que l'intendant fut remplacé au dernier moment. Zabel retrouve cet homme qui se nomme Drobitsch dans Reeperbahn au Samba-Bar, mais il est complètement soûl. La serveuse prévient Zabel : "Restez en dehors de la politique".
Après la disparition de Drobitsch, Zabel revient à zéro. Mais lors d'un voyage à Londres, il voit dans une vitrine des tableaux qui ne peuvent provenir que de l'Orplid. En se souvenant de la photo du mariage, il se rend compte que leur auteur, Leata, se trouvait à bord. Elle semble être la seule survivante. Comme elle ne sait plus parler ni écrire, elle lui raconte le naufrage du yacht en dessinant. Avec ces dessins, ils se rendent chez l'éditeur Beckmann et lui narrent l'histoire :
À bord du bateau se trouvait une bombe destinée à l'un des invités : le marchand d'armes international M. Hill, qui fait des affaires au Moyen-Orient. Le pianiste est un membre du grouspuscule inconnu qui a préparé cet attentat. Mais Lund le stewart qui a posé la bombe en croyant le pianiste est en fait un agent du FBI, le capitaine Bannister, qui a appris lors d'une conversation avec des complices présumés la présence d'une bombe. En fait, Bannister doit surveiller Mr. Hoopman qui a affrété le navire et est soupçonné de trafic d'armes.
En pleine mer, l'Orplid rencontre un cargo suédois et reçoit un nouveau passager, M. Hill. Bannister/Lund essaie de décliner son identité vis-à-vis des passagers et de l'équipage, mais le pianiste lui a dérobé son passeport. Dans la panique, on recherche la bombe, mais une évacuation est impossible, car le pianiste a saboté les canots de sauvetage avant de s'enfuir avec l'un d'eux.
De colère, le marié s'en prend violemment à Lund. Alors qu'il s'écroule à cause de sa blessure, il retrouve la bombe et la jette par-dessus bord. M. Hill, qui n'était pas au courant pour la bombe, ouvre accidentellement une vanne et fait couler l'Orplid. Personne n'a survécu, à l'exception de Leata.
Tandis que Zabel raconte à Beckmann le naufrage du Orplid, le rédacteur en chef, Dr. Mannheim, entre. Il refuse de publier l'histoire parce qu'il craint les conséquences au Moyen-Orient pour son entreprise en raison de l'arrière-plan politique du commerce des armes. Lorsque Zabel et Leata quittent le bureau, ils sont suivis par le pianiste et les autres membres du groupuscule. Le pianiste poignarde Zabel dans le paternoster, Leata sort de la poche du meurtrier un pistolet et lui tire dessus. Le secret de l'Orplid continue.

## Fiche technique
- Titre : Épilogue - Le mystère de l'Orplid
- Titre original : Epilog – Das Geheimnis der Orplid
- Réalisation : Helmut Käutner assisté de Horst Hächler (de)
- Scénario : Robert A. Stemmle, Helmut Käutner
- Direction artistique : Emil Hasler
- Costumes : Ursula Stutz
- Photographie : Werner Krien
- Son : Heinz Orlich
- Montage : Johanna Meisel (de)
- Musique : Bernhard Eichhorn
- Production : Artur Brauner
- Société de production : CCC-Film
- Société de distribution : Allianz Filmverleih
- Pays d'origine :  Allemagne de l'Ouest
- Langue : allemand
- Format : noir et blanc - 1.37 : 1 - Mono - 35 mm
- Genre : Film noir
- Durée : 91 minutes
- Date de sortie : 
  -  Allemagne de l'Ouest : 29 septembre 1950
  -  Suède : 14 mai 1951
  -  Belgique : 1er avril 1955
  -  Danemark : 25 mars 1957

## Distribution
- Horst Caspar: Peter Zabel
- Bettina Moissi (de): Leata
- O. E. Hasse: Dr. Mannheim, le rédacteur en chef
- Hans Leibelt: Kurt E. Beckmann, l'éditeur
- Fritz Kortner: Mr. P. L. Hoopman
- Hilde Hildebrand: Mrs. Eleanor Hoopman
- Arno Paulsen: M. Hill
- Peter van Eyck: L'agent du FBI Bennister alias Stephan Lund, le stewart
- Hans Christian Blech: Martin Jarzombeck
- Irene von Meyendorff: Conchita, l'épouse de Martin Jarzombeck
- Carl Raddatz: Le pianiste Aldo Siano, membre du groupuscule
- Arno Assmann (de): Ermano, le partenaire de Conchita
- Paul Hörbiger: Le clown "The Great Teatch"
- Reinhard Kolldehoff: L'opérateur radio de l'Orplid
- Camilla Spira: La propriétaire de l'hôtel
- Blandine Ebinger: La secrétaire du bureau d'information
- Horst Hächler (de): Klaus von Werth
- Jeanette Schultze (de): Lore Bruckmann
- Rolf Heydel (de): Hans Toysen
- Rolf von Nauckhoff: Le pasteur Klappstein
- Gustav Püttjer: La capitaine Freddersen, skipper de l'Orplid
- Hans Stiebner: Le cuisinier de l'Orplid
- Peter Marx: Un machiniste
- Rochus Langkau: Un machiniste
- Horst Breitenfeld (de): Un marin
- Helmuth Bautzmann: Un marin
- Claus Schulz: Le garçon de cabine
- Hellmuth Helsig (de): Drobitsch
- Erwin Biegel (de): Un détective
- Trude Baumbach: La serveuse du Samba
- Harry Tenbrook: le peintre Phil Urban
- Thea Thiele: la vendeuse
- Helmut Käutner: Le météorologue
- Robert A. Stemmle: Le propriétaire du chantier naval de Vegesack
- Maria Besendahl (de): La fille de cabine

## Histoire
Inspiré par Le Troisième Homme, Artur Brauner donne l'idée d'un scénario à Stemmle et Käutner qui s'inspirent d'articles de presse sur le naufrage mystérieux d'un yacht sud-américain et d'un bateau de pêche. L'origine de l'Orplid par un fonctionnaire nazi se réfère au yacht de Hermann Göring, le Carin II (de).
Le film est présenté la première fois le 7 septembre 1950 à la Mostra de Venise.